# Robert Guillaume
Pour les articles homonymes, voir Robert Williams, Williams, Robert Guillaume (homonymie) et Guillaume.
Robert Peter Williams, dit Robert Guillaume, est un acteur, producteur de télévision et réalisateur américain, né le 30 novembre 1927 à Saint-Louis dans le Missouri et mort le 24 octobre 2017 à Los Angeles en Californie.

## Biographie

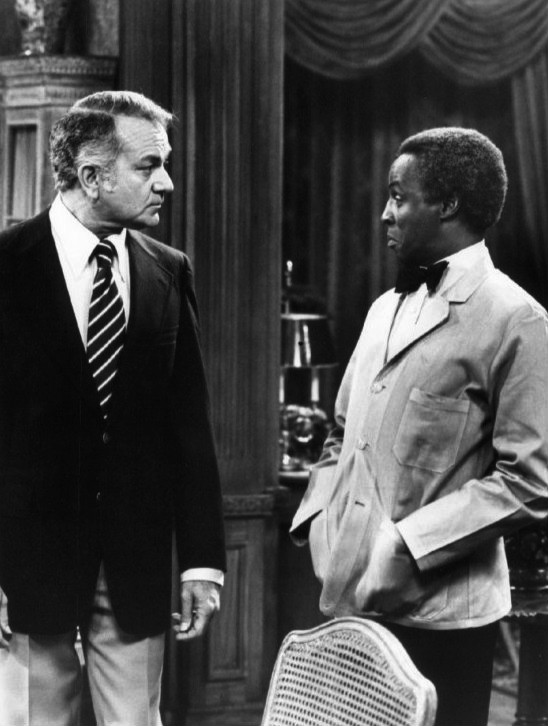
Robert Guillaume dans le rôle de Benson dans Soap (1977).

Guillaume est né à St. Louis, dans le Missouri, sous le nom de Robert Williams, d'une mère alcoolique. Après avoir été abandonné par elle, lui et plusieurs frères et sœurs ont été élevés par leur grand-mère, Jeannette Williams. Il a étudié à l'Université de Saint-Louis et à l'Université de Washington et a servi dans l'armée des États-Unis avant de poursuivre une carrière d'acteur. Il a adopté le nom de famille "Guillaume", en français pour William, comme nom de scène.
Robert Guillaume est connu pour le rôle de Benson Du Bois dans la série télévisée Soap.
Il a aussi doublé Rafiki dans la version originale du Roi Lion et Eli Vance dans le jeu vidéo Half-Life 2 en version américaine.

## Filmographie

### comme acteur

#### Cinéma
- 1973 : Super Fly T.N.T. (en) : Jordan Gaines
- 1980 : Comme au bon vieux temps (Seems Like Old Times) de Jay Sandrich  : Fred
- 1985 : Prince Jack (en) de Bert Lovitt : Martin Luther King
- 1987 : Mort ou vif (Wanted: Dead or Alive) : Philmore Walker
- 1987 : They Still Call Me Bruce : V.A. Officer Johnson
- 1989 : L'Incroyable Défi (Lean on Me) : Dr. Frank Napier
- 1990 : Coups pour coups (Death Warrant) : Hawkins
- 1993 : Meteor Man : Ted Reed, Jeff's Father
- 1994 : Le Roi lion (The Lion King) : Rafiki the Mandrill (voix)
- 1996 : Agent zéro zéro (Spy Hard) de Rick Friedberg : Agent Steve Bishop
- 1996 : Président junior (First Kid) de David M. Evans : Wilkes
- 1998 : Le Roi lion 2 : L'Honneur de la tribu (The Lion King II: Simba's Pride) (vidéo) : Rafiki (voix)
- 1999 : Silicon Towers : Detective Green
- 2001 : The Land Before Time VIII: The Big Freeze (vidéo) : Mr. Thicknose (voix)
- 2002 : The Adventures of Tom Thumb and Thumbelina (vidéo) : Ben (voix)
- 2002 : 13th Child : Riley
- 2003 : Big Fish : La légende du gros poisson (Big Fish) : Older Dr. Bennett
- 2004 : Le Roi lion 3 : Hakuna Matata (The Lion King 1½) (vidéo) : Rafiki (voix)
- 2005 : Jack Satin : Doc
- 2012 : Columbus Circle de George Gallo : Howard Miles

#### Télévision
- 1966 : Porgy in Wien (TV)
- 1979 : The Kid from Left Field (TV) : Larry Cooper
- 1980 : The Donna Summer Special (TV)
- 1981 : Purlie (TV) : Purlie Victorious Judson
- 1982 : Un vrai petit ange (The Kid with the Broken Halo) (TV) : Blake
- 1983 : The Kid with the 200 I.Q. (TV) : Professor Mills
- 1985 : Nord et Sud (North and South) (mini-série) : Frederick Douglass
- 1987 : Perry Mason: The Case of the Scandalous Scoundrel (TV) : Harlan Wade
- 1988 : Christmas (TV)
- 1989 : Chute libre (The Penthouse) (TV) : Eugene St. Clair
- 1989 : The Robert Guillaume Show (série TV) : Edward Sawyer
- 1989 : Vol 191 en péril (Fire and Rain) (TV) : Carter
- 1990 : Capitaine Planète (Captain Planet and the Planeteers) (série TV) : Citizen (voix)
- 1991 : Pacific Station (série TV) : Det. Bob Ballard
- 1992 : You Must Remember This (TV) : Uncle Buddy
- 1992 : Murder Without Motive: The Edmund Perry Story (TV) : Police Commissioner
- 1992 : Fish Police (série TV) : Det. Catfish (voix)
- 1992 : Driving Miss Daisy (TV) : Hoke Colburn
- 1992 : Mastergate (TV) : Sydley Sellers
- 1994 : Cosmic Slop (TV) : Gleason Golightly (segment "Space Traders")
- 1994 : Greyhounds (TV) : Robert Smith
- 1995 : Happily Ever After: Fairy Tales for Every Child (série TV) : Narrator (voix)
- 1995 : La Croisée des destins (Children of the Dust) (TV) : Mossburger
- 1995 : Timon et Pumbaa (série TV) : Rafiki (voix)
- 1996 : Snow White (TV) (voix)
- 1996 : Alchemy (TV) : Merlin
- 1996 : Crystal Cave (TV) : Merlin
- 1996 : Shari's Passover Surprise (TV) : Robert
- 1996 : Panique en plein ciel (en) (Panic in the Skies!) (TV) : Robert Burns
- 1996 : Destination inconnue (Pandora's Clock) (TV) : Ambassador Lee Lancaster
- 1997 : Merry Christmas, George Bailey (TV) : Mr. Gower
- 1998 : His Bodyguard (TV) : Garrett
- 1996 : Run for the Dream: The Gail Devers Story (TV) : Reverend Devers
- 1999 : The Happy Prince (TV) : Narrator

### comme producteur
- 1983 : The Kid with the 200 I.Q. (TV)
- 1988 : Christmas (TV) (+ réalisateur)